# Čompe (album)
Čompe je edini glasbeni album slovenske etno glasbene skupine istega imena, ki je izšel leta 2004 pri založbi Sanje. Naslovi pesmi so napisani tudi v angleščini, s tem da nekateri namenoma niso pravilno prevedeni. Posnet je bil na treh koncertih v klubu Gromka na Metelkovi v Ljubljani.

## Kritični odziv
Na Radiu Študent je bil album uvrščen na 1. mesto na Izbor naj izdaj leta 2005, seznama najboljših slovenskih albumov leta.

### Priznanja
| objava        | uvrstitev | seznam                    |
| ------------- | --------- | ------------------------- |
| Radio Študent | 1.        | Izbor naj izdaj leta 2005 |

## Seznam pesmi
Vse pesmi je napisala skupina Čompe, razen kjer je to navedeno.
| Št.             | Naslov                        | Besedilo             | Glasba          | Dolžina |
| --------------- | ----------------------------- | -------------------- | --------------- | ------- |
| 1.              | „Ibržniki‟                    | Dane Zajc            | Janez Škof      | 2:31    |
| 2.              | „Uvodna‟                      |                      |                 | 4:59    |
| 3.              | „Uspavanka za dnevno rabo‟    | Edvard Kocbek        | Škof            | 3:56    |
| 4.              | „Rože noči‟                   | Zajc                 | Škof            | 4:33    |
| 5.              | „Himalaya – predzadnja pesem‟ | Kocbek               | Škof            | 4:48    |
| 6.              | „Potepuh‟                     | Zajc                 | Škof            | 4:18    |
| 7.              | „Francoz‟                     |                      |                 | 2:44    |
| 8.              | „Repa‟                        | Škof                 | Škof            | 5:01    |
| 9.              | „Regi (ti si bila...)‟        | Zajc                 | Škof            | 6:10    |
| 10.             | „Garača‟                      |                      |                 | 4:50    |
| 11.             | „Dva vrana‟                   | Zajc                 | Škof            | 6:53    |
| 12.             | „Človeška ribica‟             | Andrej Rozman - Roza | Škof            | 5:25    |
| Skupna dolžina: | Skupna dolžina:               | Skupna dolžina:      | Skupna dolžina: | 56:37   |

## Zasedba
- Silvo Zupančič – kitara
- Neža Zinaić – violina
- Marjan Stanič – bobni, tolkala
- Janez Škof – diatonična harmonika, vokal
- Žiga Saksida – alt vokal, bariton vokal, saksofon
- Breda Krumpak – alt vokal, saksofon